# Piazza Dante (Roma)

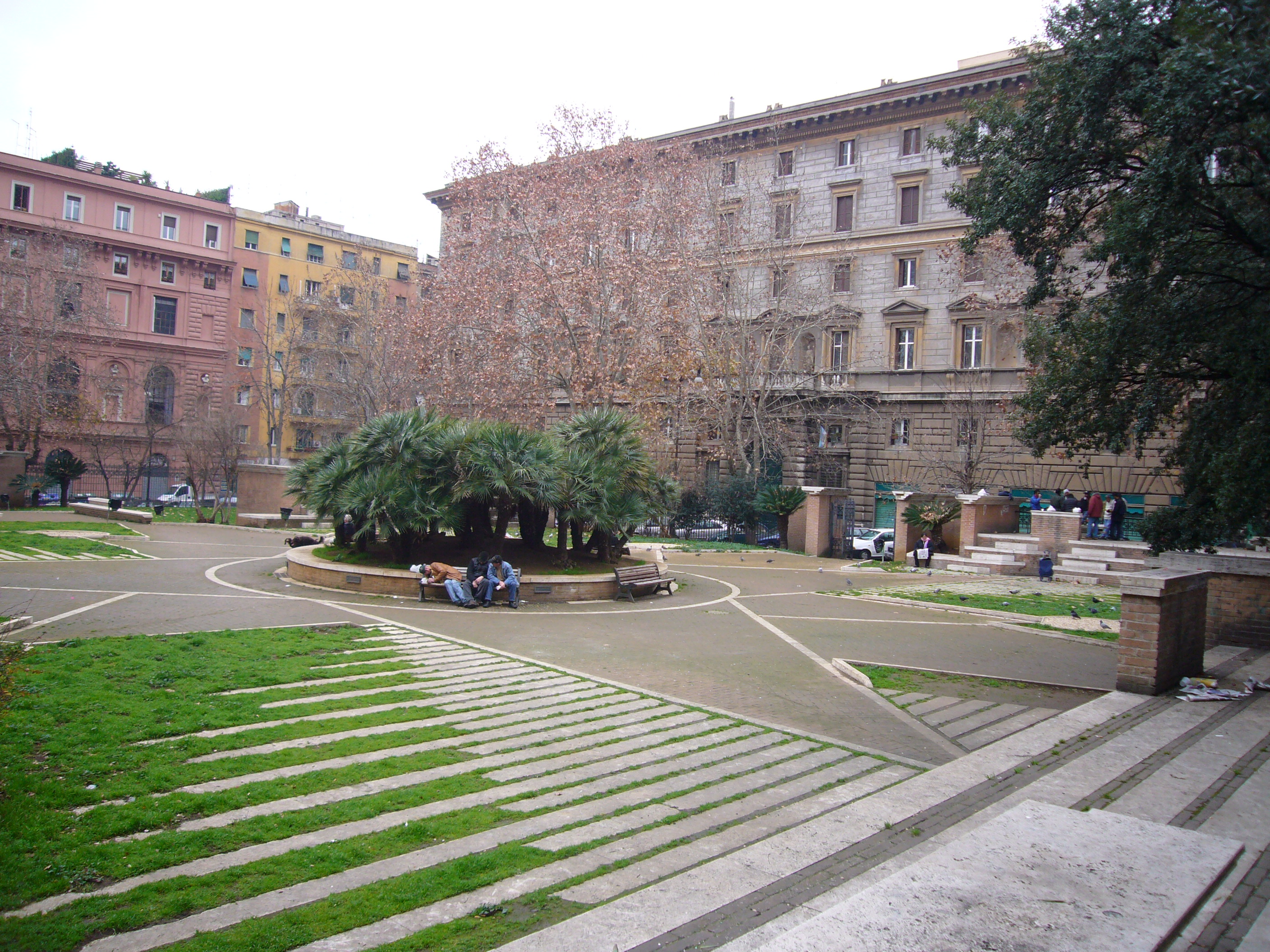
La Piazza Dante de Roma.

La Piazza Dante es una plaza situada entre la Via Alfieri y la Via Giusti de Roma, Italia, en el rione Esquilino. Se encuentra cerca de la Piazza Vittorio Emanuele II.
La plaza, dedicada al florentino Dante Alighieri, debía albergar un monumento dedicado al poeta, pero nunca se realizó este proyecto.
En la Piazza Dante se sitúa el Palazzo delle Casse di Risparmio Postali (en italiano, "Palacio de las Cajas de Ahorro Postales"), construido en 1914 según el proyecto de Luigi Rolland.
Durante la Segunda Guerra Mundial albergó uno de los mayores refugios subterráneos para salvar a la población de los bombardeos aéreos aliados. En los años ochenta los locales subterráneos fueron ocupados por una central eléctrica de ENEL.
Durante algún tiempo, hasta 1945, la plaza se llamó en honor a Leonardo da Vinci, debido a que se iba a dedicar a Dante una calle en el nuevo barrio E42, nunca construida.
Recientemente los jardines de la plaza se dedicaron a los inmigrantes Hasib Begum y Mary Begum, fallecidos en un incendio en la cercana Via Buonarroti en 2007.
Las estaciones de metro más cercanas son las de Vittorio Emanuele y Manzoni, ambas de la línea A.